# سسک تاج‌طلایی
سسک تاج‌طلایی   یا کاکل‌زری  (نام علمی: Regulus regulus) پرنده‌ای از سرده سسک‌های تاجی (Regulus) تیرهٔ سسکان تاجی (Regulidae) در راستهٔ گنجشک‌سانان است که چند زیرگونه دارد. زیستگاه آن در جنگل‌های مخروطیان و باغ‌ها است. آشیانه سسک تاج‌طلایی پیچیده است و از سه لایه تشکیل می‌شود. این پرنده آشیانه خود را بر درختان می‌سازد و ۱۰ تا ۱۲ تخم در آن می‌گذارد که پرنده ماده به تنهایی روی آنها می‌خوابد ولی جوجه‌ها را هر دو پرندهٔ پدر و مادر تغذیه می‌کنند. این پرندگان همیشه در جستجوی حشرات در حرکت هستند و در زمستان همراه دسته‌های چرخ‌ریسک دیده می‌شوند.
این پرنده در اوراسیا زندگی می‌کند و پرنده کوچنده است. در ایران نیز یافت می‌شود و حفاظت کامل از محل‌های زادآوری آن ضروری است. تارک در ماده‌ها زرد و در نرها سرخ‌رنگ است. 